# Двигатели Renault серии R
Серия R — серия рядных четырёхцилиндровых турбодизельных двигателей внутреннего сгорания, выпускаемых компаниями Renault, Nissan и Daimler (под индексом R9M/OM626) с 2011 года. Пришли на смену двигателям Renault F-Type и Renault G-Type в моторной гамме Nissan Qashqai и Renault M-Type в моторной гамме Renault Megane. На момент запуска производства мощность двигателя составляла 130 л. с., а позже компания Renault представила вариант с двойным турбонаддувом мощностью 160 л. с.

## Технические характеристики
| Код | Объём    | Мощность            | при об/мин  | Крутящий момент | при об/мин |
| --- | -------- | ------------------- | ----------- | --------------- | ---------- |
| R9M | 1598 см3 | 96 кВт (128 л. с.)  | 4000        | 320 Н⋅м         | 1750       |
| R9M | 1598 см3 | 100 кВт (136 л. с.) | 4000        | 330 Н⋅м         | 1750       |
| R9M | 1598 см3 | 118 кВт (160 л. с.) | 4000        | 380 Н⋅м         | 1750       |
| R9M | 1598 см3 | 132 кВт (180 л. с.) | 4000        | 400 Н⋅м         | 1750       |
| R9N | 1749 см3 | 88 кВт (118 л. с.)  | 3500 / 4000 | 300 Н⋅м         | 1750       |
| R9N | 1749 см3 | 110 кВт (150 л. с.) | 3500 / 4000 | 340 Н⋅м         | 1750       |

## R9M 130
Двигатель R9M мощностью 130 л. с. впервые был представлен в 2011 году. Его объём составляет 1,6 л, а крутящий момент — 320 Н⋅м.

### Устанавливается на
- 2011 Renault Scénic
- 2011 Nissan Qashqai
- 2012 Renault Mégane
- 2013 Renault Fluence
- 2014 Mercedes Vito
- 2014 Mercedes C Class[3]
- 2015 Renault Kadjar
- 2016 Renault Talisman

## R9M 160
R9M 160 впервые был представлен в феврале 2011 года. Это двигатель с двойным турбонаддувом, который является производным от Energy dCi 130. Мощность составляет 160 л. с., а крутящий момент — 380 Н⋅м при 1750 об/мин. В паре с трансмиссией с двумя сцеплениями выброс CO2 составляет 99 г/км.

### Устанавливается на
- 2011 Renault Captur Concept
- 2015 Renault Espace
- 2015 Renault Talisman

## R9N 120
R9N 120 выпускается с 2018 года. Его объём составляет 1,7 л, мощность — 120 л. с., а крутящий момент — 300 Н⋅м.

### Устанавливается на
- 2018 Renault Scénic
- 2018 Renault Talisman

## R9N 150
R9N 150 выпускался с 2019 по 2021 год. Его объём составляет 1,75 л, мощность — 150 л. с., а крутящий момент — 340 Н⋅м.

### Устанавливается на
- 2018—2021 Renault Mégane
- 2018—2021 Renault Kadjar
- 2018—2021 Renault Talisman
- 2019—2021 Nissan Qashqai
- 2019—2021 Nissan X-Trail (Европа)